# Lybius undatus
El barbudo etíope (Lybius undatus) es una especie de ave piciforme perteneciente a la familia Lybiidae.
Se encuentra en Eritrea y Etiopía, entre los 300 y 2400 metros de altitud. Se alimentan de insectos (escarabajos) e higos.